# Tenthredo ferruginea

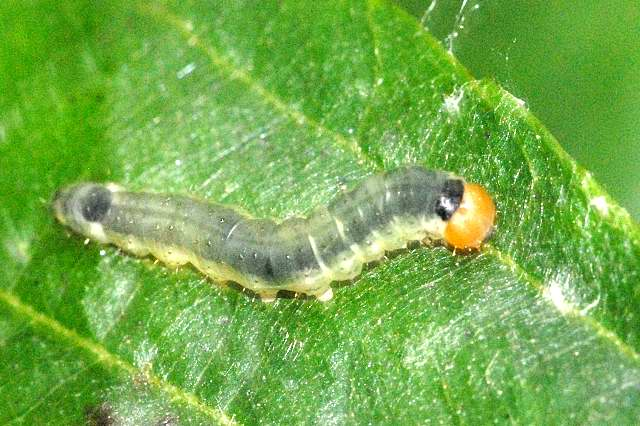
Larve

Tenthredo ferruginea ist eine Pflanzenwespe aus der Familie der Echten Blattwespen (Tenthredinidae).

## Merkmale
Die Art erreicht eine Körperlänge von 10–13 mm. Der schwarze Thorax weist an den Seiten jeweils ein weißgelbes Längsband auf. Die ansonsten schwarzen Fühler weisen nahe den Fühlerspitzen ein breites weißes Band auf. Der Hinterleib ist gewöhnlich rot, kann aber auch rotgelb oder dunkel gefärbt sein. Die transparenten Flügel besitzen ein einheitlich braun gefärbtes Pterostigma, an dessen basalen Ende meist creme-farbene Flügeladern verlaufen. Der Kopf ist auf der Oberseite schwarz mit bronzenem Schimmer. Die Frons ist weißgelb. Entlang der Innenseite der grünlich schimmernden Augen verläuft ein weißgelber schmaler Rand. Die Femora sind überwiegend dunkel gefärbt, während die Tibien und Tarsen gelbbraun gefärbt sind.
Die Afterraupen sind auf der Oberseite blaugrün, an den Seiten gelb gefärbt. Ihr Kopf ist gelbbraun.

## Verbreitung
Die Art kommt in der westlichen Paläarktis vor. In Europa ist sie weit verbreitet. Auf der Iberischen Halbinsel ist die Art offenbar nicht vertreten.

## Lebensweise
Das typische Habitat von Tenthredo ferruginea bilden Hecken sowie Ränder von Fichtengehölzen. Die Pflanzenwespen beobachtet man von Mai bis Juni. Die nachtaktiven Larven fressen an den Blättern von Adlerfarn (Pteridium aquilinum), Echtem Mädesüß (Filipendula ulmaria), Schwarz-Erle (Alnus glutinosa), Weiden (Salix) und Prunus.

## Natürliche Feinde
Die Larven werden u. a. von den Schlupfwespen-Arten Cosmoconus elongator und Mesoleptidea prosoleuca parasitiert.